# Ludwig Purtscheller

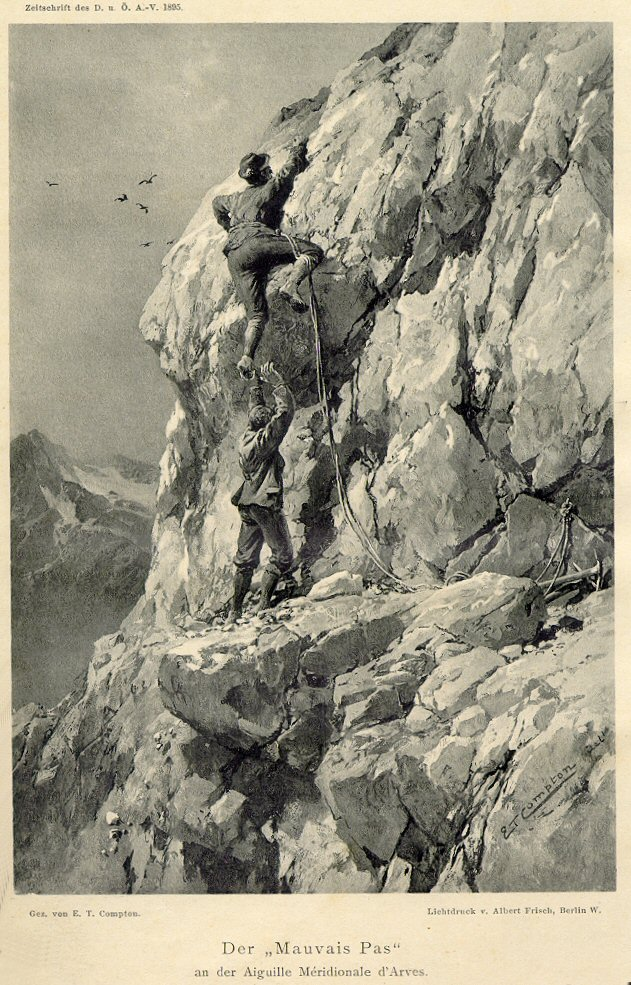
El "mal paso" en la Aiguille Méridionale d'Arves que muestra a L. Purtscheller y Karl Blodig. Ilustración de E. Compton, 1895.

Ludwig Purtscheller (Innsbruck, 6 de octubre de 1849 – Berna, 3 de marzo de 1900) fue un montañero y profesor austriaco, conocido por ser el primer europeo en llegar al Kilimanjaro el 6 de octubre de 1889.

## Trayectoria
Purtscheller fue pionero en la escalada sin contar con un guía de montaña, realizando la búsqueda de rutas y liderando la escalada en el siglo XIX. Al final de su vida, había escalado más de 1.700 montañas. Uno de los ascensos más célebres que realizó fue la travesía del Meije junto con los hermanos Zsigmondy en 1885, que hoy en día se considera una ruta alpina clásica. Purtscheller es conocido como el primer europeo en ascender al Kilimanjaro en 1889, junto con el geógrafo alemán Hans Meyer y  el guía chagga Yohana Lauwo.
Después de un descenso de la montaña Aiguille du Dru en los Alpes franceses con G. Löwenbach y Jakob Oberhollenzer el 25 de agosto de 1899, se rompió un piolet y el equipo de sogas cayó en una rimaya. Purtscheller resultó herido y fue trasladado a un hospital en Ginebra y luego a Berna. Después de varios meses de recuperación, contrajo neumonía y murió cerca de la fecha aproximada de su planeado regreso a casa. En un elogio, el escalador e historiador de montaña estadounidense William Auguste Coolidge lo llamó "el mejor alpinista que haya vivido".